# ノースカロライナ・ターヒールズ

ノースカロライナ・カラーのACCのロゴ

ノースカロライナ・ターヒールズ（英語: North Carolina Tar Heels）は、アメリカ合衆国・ノースカロライナ州チャペルヒルに本部を置くノースカロライナ大学チャペルヒル校の学生スポーツチームである。NCAAディビジョンIのACC所属。愛称はUNCまたは単にヒールズとも呼ばれる。

## 概要
UNCシステムの中で最古の大学チーム。これまでに、7つのスポーツで46個のNCAAディビジョンIチームのナショナル・チャンピオンを獲得しており、この記録は全米大学の中で歴代8位である。また個人では、52個のナショナル・チャンピオンを獲得している。
「ターヒール」とは、ノースカロライナ州の愛称である。同チームのマスコットは、ドーセットラムをモチーフにしたラメセスである。

## 競技チーム
| 男子スポーツ                            | 女子スポーツ       |
| --------------------------------------- | ------------------ |
| 野球                                    | バスケットボール   |
| バスケットボール                        | クロスカントリー   |
| クロスカントリー                        | フェンシング       |
| フェンシング                            | フィールドホッケー |
| フットボール                            | ゴルフ             |
| ゴルフ                                  | 体操               |
| ラクロス                                | ラクロス           |
| サッカー                                | ローイング         |
| 水泳・飛込                              | サッカー           |
| テニス                                  | ソフトボール       |
| 陸上†                                   | 水泳・飛込         |
| レスリング                              | テニス             |
|                                         | 陸上†              |
|                                         | バレーボール       |
| †屋外競技チームと室内競技チームがある。 |                    |

### 男子バスケットボール
- ヘッドコーチ: ヒューバート・デイビス
- アリーナ: ディーン・E・スミス・センター（英語版）
- サザン・カンファレンス・チャンピオン: 13回 (トーナメント: 1922年, 1924年 (無敗), 1925年, 1926年, 1935年, 1936年, 1940年, 1945年; レギュラーシーズン: 1935年, 1938年, 1941年, 1944年, 1946年)
- ACCチャンピオン: 48回 (トーナメント: 1957年 (無敗), 1967年, 1968年, 1969年, 1972年, 1975年, 1977年, 1979年, 1981年, 1982年, 1989年, 1991年, 1994年, 1997年, 1998年, 2007年, 2008年, 2016年; レギュラーシーズン: 1956年, 1957年 (無敗), 1959年, 1960年, 1961年, 1967年, 1968年, 1969年, 1971年, 1972年, 1976年, 1977年, 1978年, 1979年, 1982年, 1983年, 1984年, 1985年, 1987年, 1988年, 1993年, 1995年, 2001年, 2005年, 2007年, 2008年, 2009年, 2011年, 2012年, 2016年, 2017年)
- NCAAナショナル・チャンピオン: 6回 (1957 (無敗), 1982年 , 1993年, 2005年, 2009年, 2017年)
- ファイナル・フォー出場: 20回 (1946年, 1957年, 1967年, 1968年, 1969年, 1972年, 1977年, 1981年, 1982年, 1991年, 1993年, 1995年, 1997年, 1998年, 2000年, 2005年, 2008年, 2009年, 2016年, 2017年)
- ベストファイナルランキング: No. 1 (AP通信: 1957年, 1982年, 1984年, 1994年, 1998年, 2008年, 2009年; コーチ: 1957年, 1982年, 1984年, 1993年, 2005年, 2009年, 2017年)
- 全米年間最優秀選手賞: 8人 (ジャック・コブ 1923–26, ジョージ・グラマック 1938–41, レニー・ローゼンブルース 1954–57, フィル・フォード 1974–78, ジェームズ・ウォージー 1979–82, マイケル・ジョーダン 1981–1984, アントワン・ジェイミソン 1995–98, タイラー・ハンズブロー 2005–09)

ノースカロライナ大学は、全米トップクラスのバスケットボールプログラムとして長い間成功を収め、カレッジ・バスケットボール界における強豪校である。これまでに6回のNCAAトーナメントを制覇しており、1923-24シーズンはヘルムズ財団とプレモ＝ポレッタ・パワー世論調査によって遡及的に優勝が授与されている。
同校は1957年にフランク・マクガイアヘッドコーチのもと、初めてNCAAチャンピオンに輝いた。マクガイアが去った後、名将ディーン・スミスが同チームをカレッジ・バスケットボールの強豪校として確立させた。ターヒールズでの31年間でスミスは男子カレッジ・バスケットボールのヘッドコーチとして最多勝利記録を樹立し (この記録は2007年にボブ・ナイトによって破られた) 、彼の指揮の下、同チームは2度の全米選手権を制し、数多くの優秀な選手を輩出した。また、スミスは4コーナーオフェンスを考案したことでも知られている。直近ではスミスのアシスタントコーチだったロイ・ウィリアムズ の指揮の下で3回のNCAAチャンピオン（2005年、2009年、2017年）を制覇している。

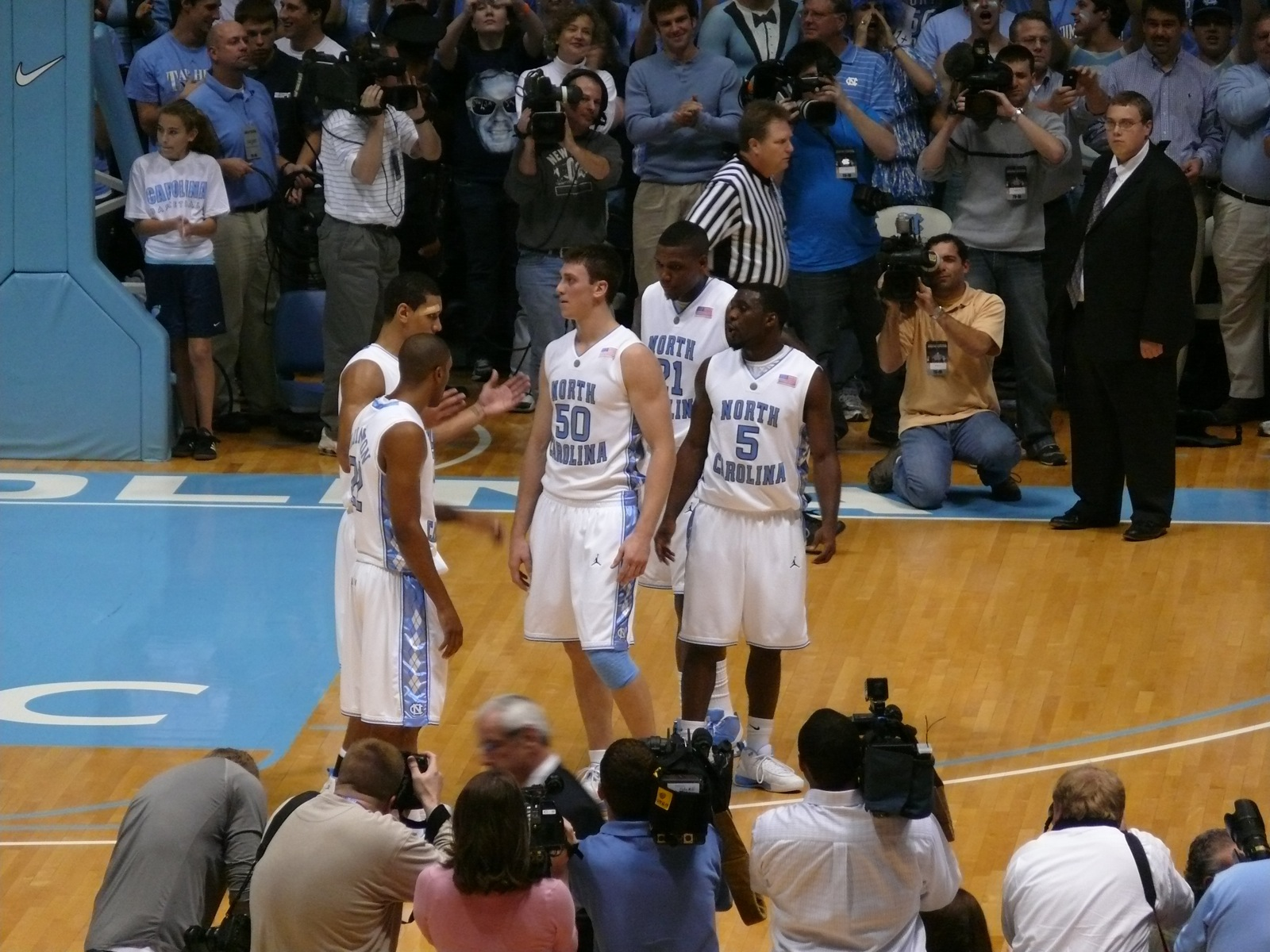
2008年の男子バスケットボール選手、ウェイン・エリントン、ダニー・グリーン、タイラー・ハンズブロー、タイ・ローソン、デオン・トンプソンら。

2009年のターヒールズはオクラホマ大学スーナーズやゴンザガ大学ブルドッグスなどの名だたる有名校を圧倒し、全米バスケットボールトーナメント決勝に駒を進めた。2009年4月6日の決勝戦では同じくバスケットボールの強豪として名をはせるミシガン州立大学スパルタンズと対戦。ルイビル大学、コネチカット大学などの優勝候補を次々に沈め波に乗っていたスパルタンズをオフェンス・ディフェンスの両面で完勝し、全米バスケットボール決勝戦の歴史上でも稀に見る大差で全米優勝をはたした。このときの主力メンバーの一人であるダニー・グリーンは、2014年、2019年、2020年にNBAチャンピオンとなり、この優勝により、マイケル・ジョーダン、ジェームズ・ウォージーと同じくNCAAおよびNBAでチャンピオンとなったカロライナ出身選手の仲間入りを果たした。
ウィリアムズは2020年に恩師スミスの通算勝利数を抜き、前任のカンザス大学ジェイホークスのヘッドコーチ時代を含む903勝に到達した。2021年4月にウィリアムズは引退を表明し、後任にアシスタントコーチのヒューバート・デイビスが就任した。デイビスはスミスHC率いるターヒールズの元選手であり、卒業後はNBA選手として長い間プレーし、現役引退後はESPNのアナリストとして数年間務めていた。また、UNC男子バスケットボールチームの長い歴史で初のアフリカ系アメリカ人ヘッドコーチとなった。

#### ライバル
同じアトランティック・コースト・カンファレンスに所属する強豪デューク大学ブルーデビルズとは、カレッジ・フットボールにおける熾烈なライバル関係のミシガン大学ウルヴァリンズとオハイオ州立大学バックアイズのカレッジ・バスケットボール版にあたる最も有名なライバル関係とされており、両校が全米トップレベルでしのぎを削っている。また、両校のライバルシリーズは、プロスポーツを抑えて「アメリカ合衆国のスポーツ界で最も偉大なライバル関係」の1つとして称されている。
ノースカロライナ州外ではケンタッキー大学ワイルドキャッツやカンザス大学ジェイホークス、ミシガン州立大学スパルタンズ、UCLAブルーインズらとライバル関係を築いており、毎年ナショナル・チャンピオンをめぐって激しい争いを繰り広げている。

#### 名誉ジャージと永久欠番

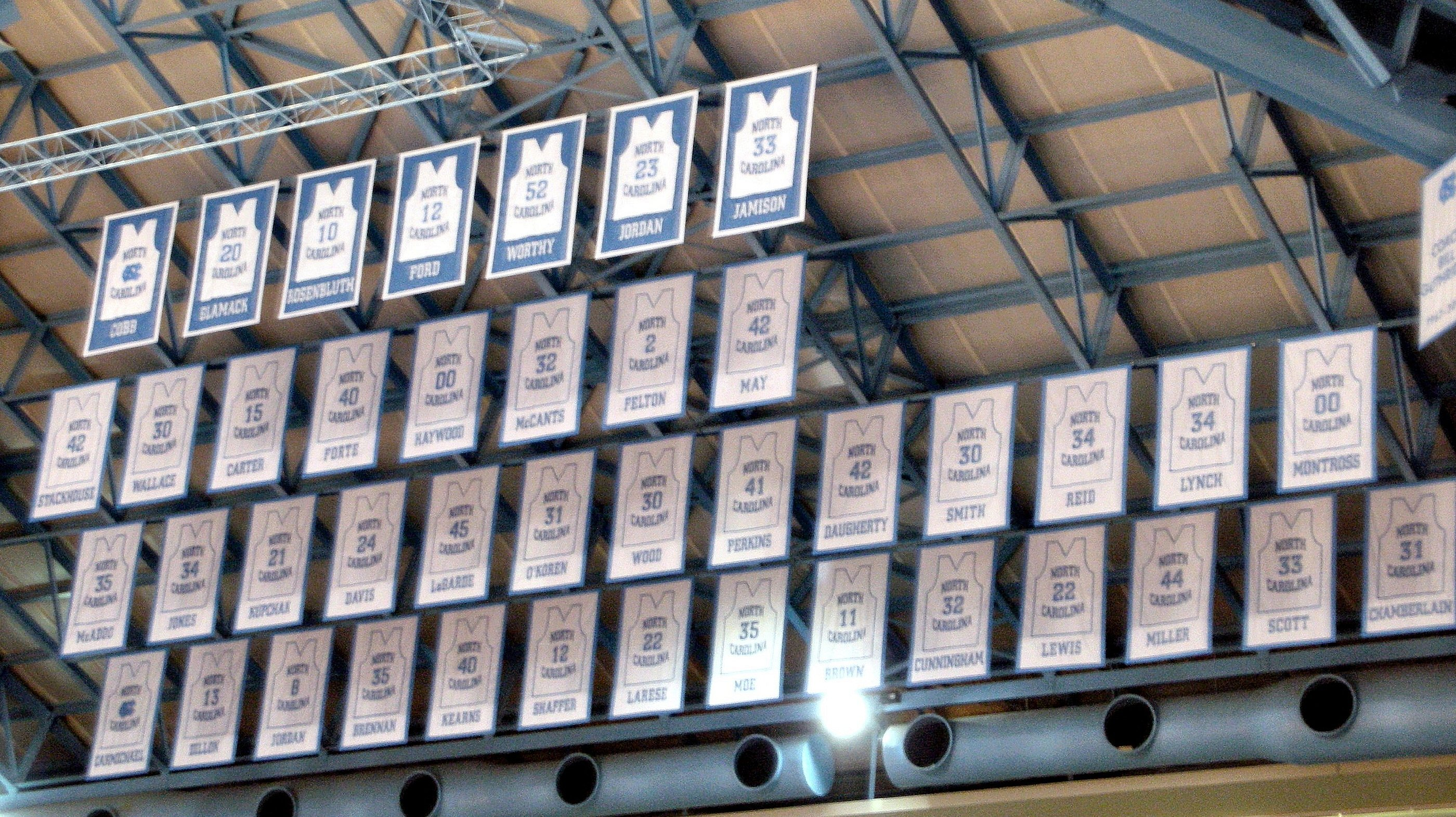
ターヒールズの名誉ジャージ

永久欠番にさせるためには、以下6つの年間最優秀選手賞のいずれかを受賞する必要がある。
- AP通信年間最優秀選手賞
- オスカー・ロバートソン・トロフィー (旧称: 全米バスケットボールライター協会年間最優秀選手賞)
- 全米バスケットボールコーチ協会年間最優秀選手賞
- Sporting News年間最優秀選手賞
- ジョン・R・ウッデン賞
- ネイスミス・カレッジ年間最優秀選手賞
- NCAAバスケットボールトーナメント最優秀選手
- USBWAナショナル・フレッシュマン・オブ・ザ・イヤー (通称: ウェイマン・ティスデイル賞)

8人の選手 (背番号のないジャック・コブを含む) が永久欠番となっており、2007-08シーズンに主要6部門の年間最優秀選手賞を総なめにしたタイラー・ハンズブローの背番号50は、直近に欠番が決まった選手である。
| ノースカロライナ・ターヒールズ永久欠番 |                          |       |          |
| No.                                    | 選手                     | Pos.  | 在籍期間 |
| 10                                     | レニー・ローゼンブルース | SF    | 1954–57  |
| 12                                     | フィル・フォード         | PG    | 1974–78  |
| 20                                     | ジョージ・グラマック     | F     | 1938–41  |
| 23                                     | マイケル・ジョーダン     | SG    | 1981–84  |
| 33                                     | アントワン・ジェイミソン | F     | 1995–98  |
| 50                                     | タイラー・ハンズブロー   | PF, C | 2005–09  |
| 52                                     | ジェームズ・ウォージー   | SF    | 1979–82  |
| -                                      | ジャック・コブ           | F     | 1923–26  |

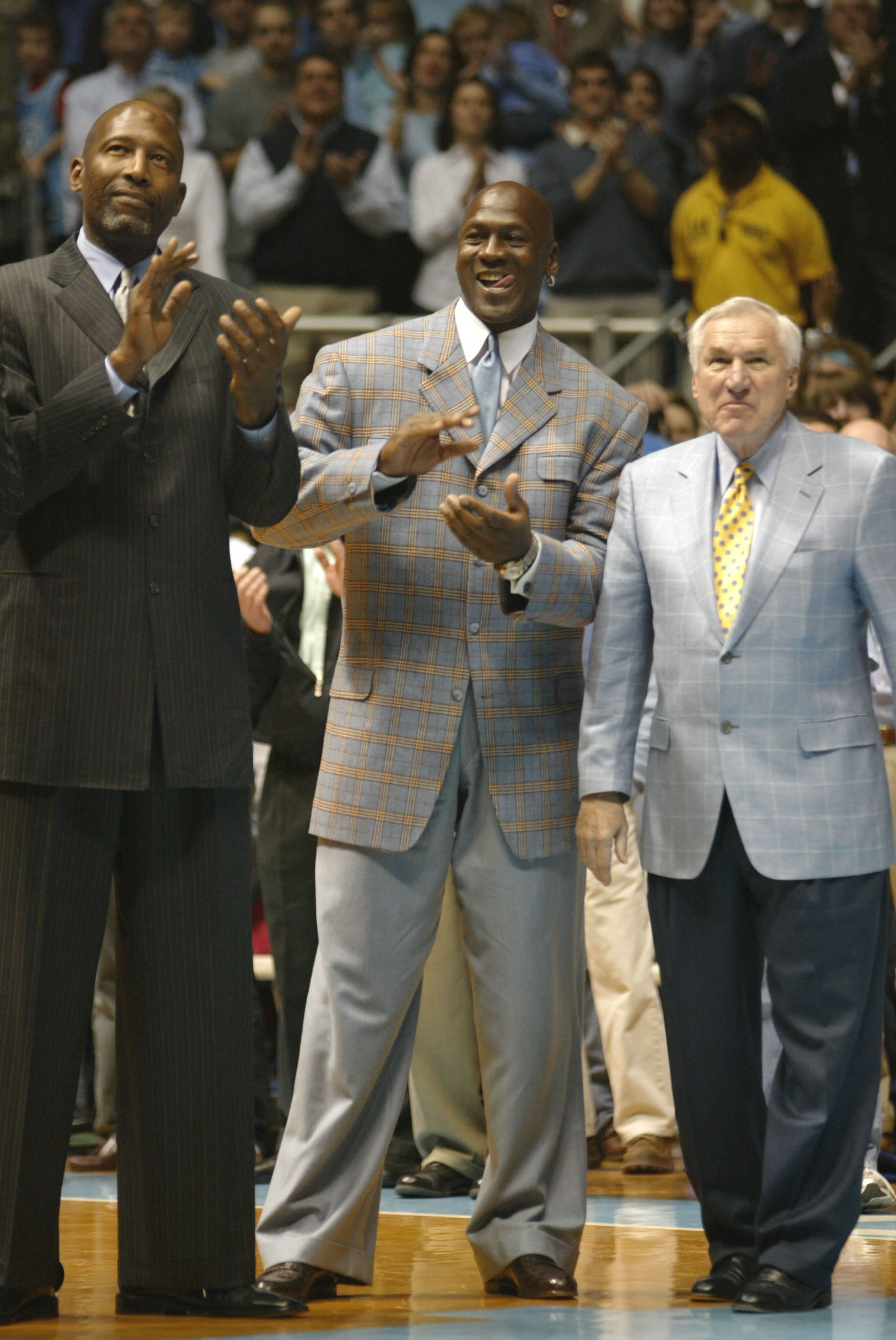
ターヒールズOBのジェームズ・ウォージー、マイケル・ジョーダン、ディーン・スミスHC

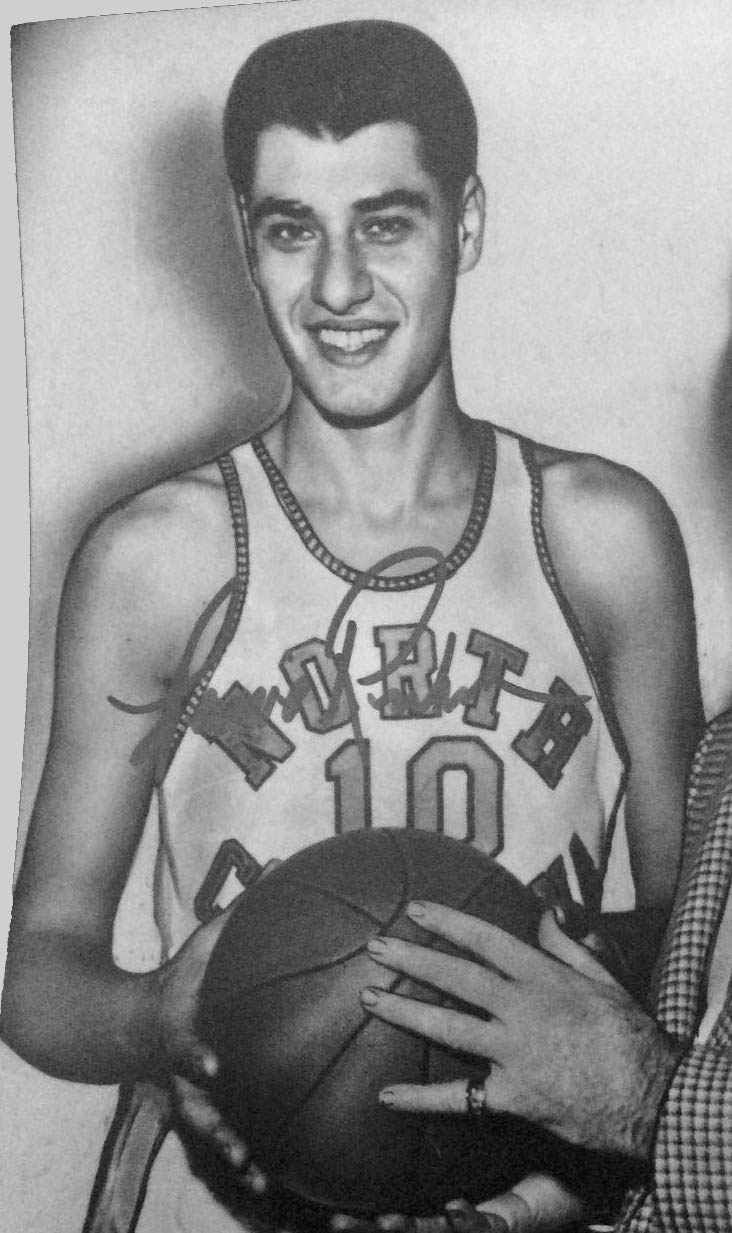
レニー・ローゼンブルース

ディーン・スミス・センターでは49人の元在籍選手らが、垂木から吊るされた背番号を示すバナーで表彰されている。49人の栄誉あるジャージのうち、8人が永久欠番である。
永久欠番の8着のジャージに加え、さらに43着のジャージが表彰されている。ジョエル・ベリー2世とジャスティン・ジャクソンの2人は、つい最近にジャージーの表彰を受ける資格を得ている。
栄誉ジャージーの表彰を受けるには、以下の条件のいずれかを満たしている必要がある。
- 全米選手権優勝チームMVPを受賞
- オリンピック金メダル獲得チームのメンバーである
- オールアメリカンのファーストチームもしくはセカンドチームに選出
- ACC年間最優秀選手賞を受賞
- NCAAファイナル・フォー最優秀選手に選出

### 女子バスケットボール
- ヘッドコーチ: コートニー・バンガート
- アリーナ: カーマイケル・アリーナ（英語版）
- ACCチャンピオンシップ: 13回 (トーナメント: 1984, 1994, 1995, 1997, 1998, 2005, 2006, 2007, 2008; レギュラーシーズン: 1997, 2005, 2006, 2008)
- 全米チャンピオン: 1回 (1994)

歴史あるカーマイケル・オーディトリアムが改修工事中だったため、2008-09シーズンはキャンパス南側にあるディーン・スミス・センターでホーム試合を行っていた。旧カーマイケル・オーディトリアムでの最終戦では、完売となる8,010人の観客が集まる中、地元のライバルであるデューク大を82-51で破り、ホーム戦とカンファレンス内で無敵のシーズンを終えた。リニューアルオープン後は「カーマイケル・アリーナ」と改称した。

### フィールドホッケー
- ヘッドコーチ: カレン・シェルトン
- スタジアム: シェルトン・スタジアム

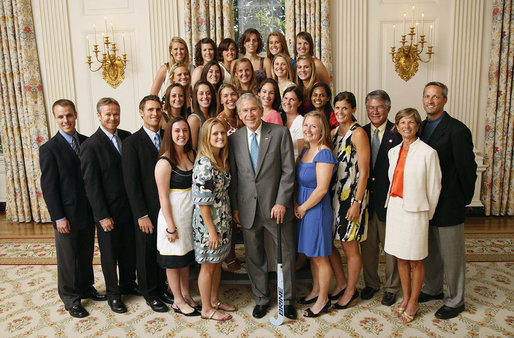
2007年のフィールドホッケーチームとジョージ・W・ブッシュ大統領

- ACCチャンピオンシップ:  24回 (1983, 1984, 1985, 1986, 1987, 1988, 1989, 1990, 1991, 1993, 1994, 1995, 1996, 1997, 2004, 2007, 2011, 2012, 2015, 2017, 2018, 2019, 2020, 2021)
- 全米チャンピオン: 9回 (1989, 1995, 1996, 1997, 2007, 2009, 2018, 2019, 2020)

同大学のフィールドホッケーチームは全米屈指の強豪であり、これまでにACCチャンピオンに24回、全米チャンピオンに9回輝いている。

### フットボール
- ヘッドコーチ: マック・ブラウン

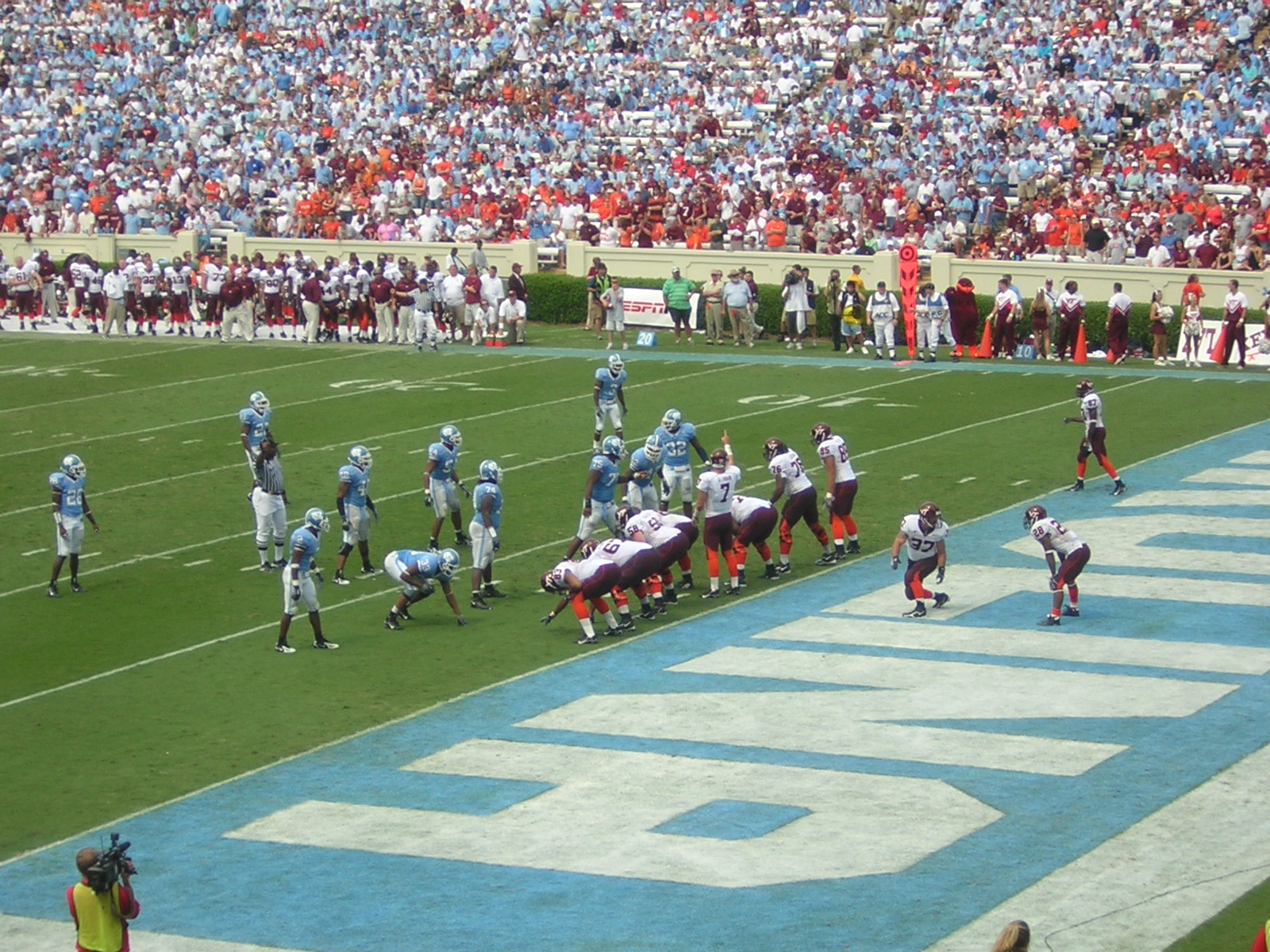
2006年のバージニア工科大学戦

- スタジアム: ケナン・メモリアル・スタジアム（英語版）
- 南部大学対抗選手権大会チャンピオン: 1回 (1895)
- サザン・カンファレンス優勝: 4回 (1922, 1934, 1946, 1949)
- ACCチャンピオン: 5回 (1963, 1971, 1972, 1977, 1980)
- ACCコースト・ディビジョン優勝: 2 (2012, 2015)
- ポストシーズンボウル出場: 35回 (1947 シュガー, 1949 シュガー, 1950 コットン, 1963 ゲイター, 1970 ピーチ, 1971 ゲイター, 1972 サン, 1974 サン, 1976 ピーチ, 1977 リバティー, 1979 ゲイター, 1980 ブルーボンネット, 1981 ゲイター, 1982 サン, 1983 ピーチ, 1986 アロハ, 1993 ピーチ, 1993 ゲイター, 1994 サン, 1995 カーケスト, 1997 ゲイター, 1998 ゲイター, 1998 ラスベガス, 2001 ピーチ, 2004 コンチネンタル・タイア, 2008 マイネケ・カーケア, 2009 マイネケ・カーケア, 2010 ミュージックシティ, 2011 インディペンデンス, 2013 ベルク, 2014 クイックレーン, 2015 ラッセル・アスレチック, 2016 サン, 2019 ミリタリー, 2021 オレンジボウル – 1月)
- ベストファイナルランキング: No. 3 (1948 AP通信)

同大学はこれまでに、35回のボウルゲームに出場、サザン・カンファレンスで3回、アトランティック・コースト・カンファレンスで5回の優勝を果たしている。30人のタールヒールズの選手が38回にわたってオールアメリカン・ファーストチームに選ばれ、1952年までサザン・リーグに所属していたカロライナは、32人のオールサザンカンファレンスに選出された選手を擁しており、1953年にACCに加盟してからは、オールACCファーストチームに174人が選ばれている。
カロライナのフットボールへの重要な貢献は、フォワードパスの近代的な使用である。彼らは1895年に大学チームとして初めてこのプレーを使用した。 ボブ・クインシーは1973年の著書『They Made the Bell Tower Chime』の中で、こう記している。「著名な歴史家であるジョン・ハイズマンは、30年後にタールヒールはブルドッグス (UGA) 戦でフォワードパスを誕生させたと書いている。スコアレスの状況を打破するために考え出されたもので、6-0でUNCに勝利をもたらした。ターヒールズはパントの場面で、ジョージアの突進がボールをブロックする運命にあるように見えた。パンターは、即席のダッシュで右側にボールを投げ、それをジョージ・スティーブンスがキャッチし、70ヤードを走ってタッチダウンとなった。」

#### フットボールチーム永久欠番
| No. | 選手                     | Pos. | 在籍期間    |
| --- | ------------------------ | ---- | ----------- |
| 22  | チャーリー・ジャスティス | HB   | 1946-1949   |
| 46  | ビル・サザーランド       | QB   | 1946 1      |
| 50  | アート・ワイナー         | WR   | 1946-1949   |
| 59  | アンディ・バーシャック   | TE   | 1935-1937   |
| 99  | ジョージ・バークリー     | LB   | 1932-1934 2 |

### 男子ラクロス

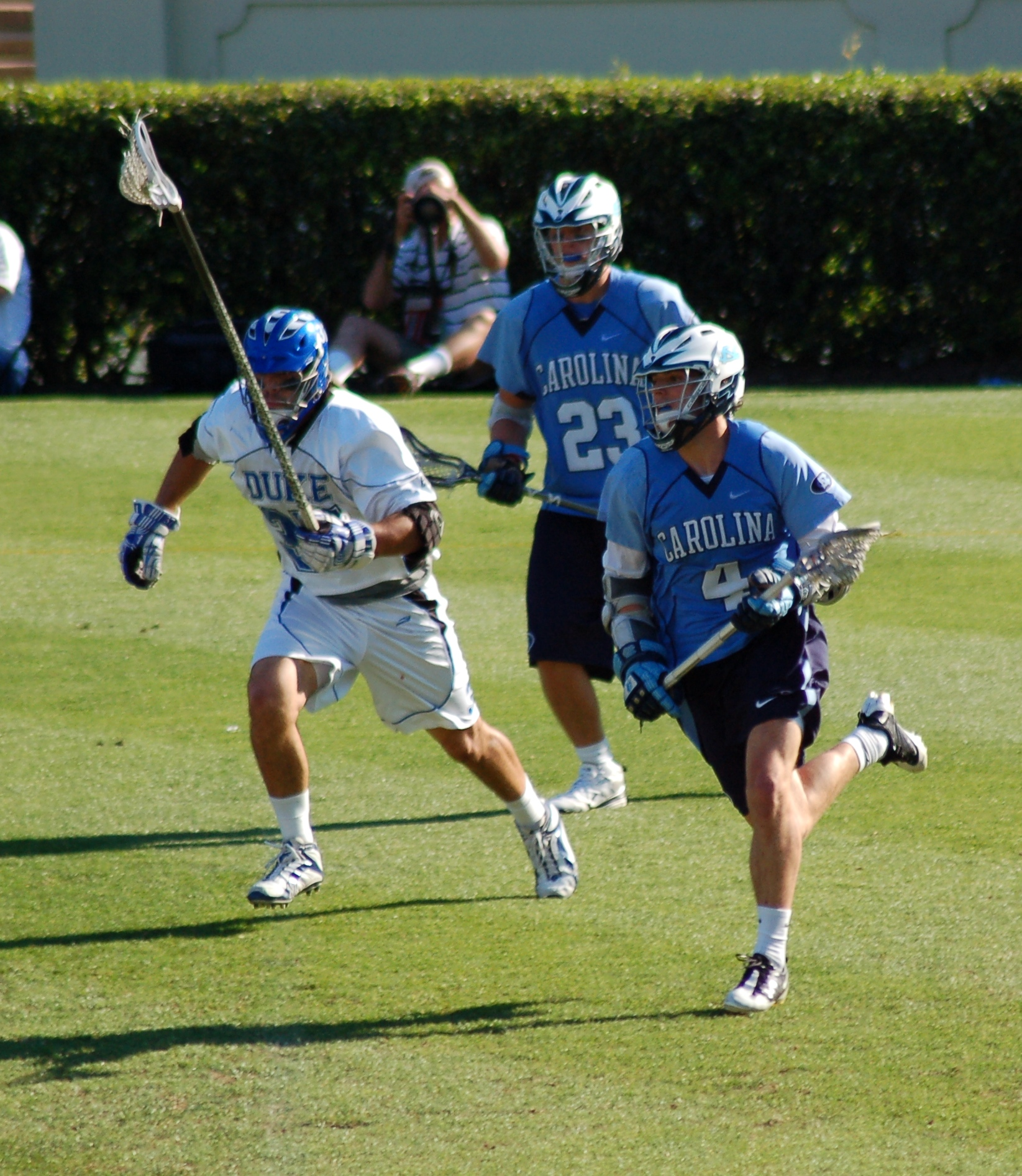
2009年のACCトーナメント決勝戦にて。

- ヘッドコーチ: ジョー・ブレスキ
- ホームフィールド: ドーランス・フィールド（英語版）
- ACCトーナメントチャンピオン: 1989, 1990, 1991, 1992, 1993, 1994, 1996, 2013, 2017
- ACCレギュラーシーズンチャンピオン: 1981, 1982, 1985, 1988, 1991, 1992, 1994, 1996, 2016, 2021
- NCAAトーナメント出場: 1976, 1977, 1980, 1981, 1982, 1983, 1984, 1985, 1986, 1987, 1988, 1989, 1990, 1991, 1992, 1993, 1994, 1995, 1996, 1998, 2004, 2007, 2008, 2009, 2010, 2011, 2012, 2013, 2014, 2015, 2016, 2017, 2021
- NCAAトーナメントファイナル・フォー出場: 14回 (1980, 1981, 1982, 1983, 1984, 1985, 1986, 1989, 1990, 1991, 1992, 1993, 2016, 2021)
- NCAAトーナメントチャンピオン: 5回 (1981, 1982, 1986, 1991, 2016)

## 全米チャンピオン

### NCAAチャンピオン
ノースカロライナ大学はNCAAチーム全米選手権で46回優勝している。
（）内は優勝回数を示す。
- 男子 (13)
  - バスケットボール (6): 1957, 1982, 1993, 2005, 2009, 2017
  - ラクロス (5): 1981, 1982, 1986, 1991, 2016
  - サッカー (2): 2001, 2011
- 女子 (33)
  - バスケットボール (1): 1994
  - フィールドホッケー (9): 1985, 1995, 1996, 1997, 2007, 2009, 2018, 2019, 2020
  - ラクロス (2): 2013, 2016
  - サッカー (21): 1982, 1983, 1984, 1986, 1987, 1988, 1989, 1990, 1991, 1992, 1993, 1994, 1996, 1997, 1999, 2000, 2003, 2006, 2008, 2009, 2012
- 参照:
  - ACC NCAAチーム選手権 (英語版)
  - NCAAディビジョンI最多優勝校一覧 (英語版)

### その他の全米チャンピオン
以下は、NCAAから授与されなかった21のナショナルチームタイトルである。:
- 男子:
  - バスケットボール (1): 1924*
  - ハンドボール (3): 2004, 2005, 2006
  - テニス (2): 2016***, 2021***
  - アルティメット (3) : 2015****, 2018****, 2021****
- 女子:
  - サッカー (1): 1981**
  - ハンドボール (4): 2004, 2009, 2010, 2011
  - テニス (6): 2013***, 2015***, 2018***, 2020***, 2021***, 2022***
  - アルティメット (1): 2021****

(*) プレNCAAトーナメント優勝 (1943年のヘルムズ財団と1995年のプレモ＝ポレッタ・パワー世論調査によって遡及的に授与された。)
(**) AIAWサッカートーナメントは1回のみの開催となり、そのため同校は女子サッカーチームで唯一AIAWチャンピオンを獲得したチームとなった。
(***) ITAナショナルチームインドア選手権大会
(****) USAアルティメット・カレッジ選手権
- 参照:
  - NCAAディビジョンIナショナル・チャンピオンシップ最多出場校一覧 (英語版)

## 著名な出身者
最も有名な卒業生はバスケットボール選手のマイケル・ジョーダンである。在籍中の1982年にNCAAチャンピオンに輝き、1984年にはコンセンサス・ナショナル・プレーヤー・オブ・ザ・イヤーとACCの年間最優秀選手に選ばれ、オールアメリカンと同カンファレンスの1stチームにも選出されている。卒業後はNBAのシカゴ・ブルズ、ワシントン・ウィザーズで合計15年間プレーし、マジック・ジョンソンやラリー・バードとともに1980年代と1990年代にNBAを世界的ブームに牽引した最重要人物となり、「史上最高のバスケットボール選手」、「バスケットボールの神様」と称されるまでになった。引退後はバスケットボール殿堂、FIBA殿堂入りを果たしている。
その他には女子サッカーのミア・ハム、アメリカンフットボールのチャーリー・ジャスティス、ゴルフのデービス・ラブ3世、野球のB・J・サーホフ、女子バスケットボールと陸上競技のマリオン・ジョーンズなどが卒業している。